# Volksnaam
Een volksnaam of triviale naam is een bij het 'volk' gangbare, niet-wetenschappelijke en vaak niet-internationaal gebruikte naam voor een bepaalde entiteit. Een kenmerk van volksnamen is dat zij, in tegenstelling tot wetenschappelijke ofwel formele namen, geen nomenclatuur volgen.
Enkele voorbeelden van vakgebieden waarin volksnamen worden gebruikt zijn:
- scheikunde - hier worden voor stoffen naast hun wetenschappelijke namen ook triviale namen gebruikt;
- biologie - hier worden voor taxa van organismen en syntaxa van vegetatietypen naast hun wetenschappelijke namen ook triviale namen gebruikt;
- bodemkunde - hier zijn voor bodemtypen ook lokale volksnamen in omloop

Er wordt wel gedacht dat volksnamen niet in de woordenboeken voorkomen, maar dat is niet altijd waar. Zo komt paasbloem (een volksnaam voor narcis, maar ook voor de margriet) in de Van Dale voor.